# Шахта «Капітальна»
Шахта «Капітальна» (до 2017 — «Шахта „Стаханова“», до 2010 — «Шахта імені О. Г. Стаханова») — одна з найбільших вугільних шахт в Україні з проєктною потужністю 2,4 млн тонн вугілля на рік. Знаходиться у місті Мирнограді за адресою 85310, вул. Шосейна. Є відокремленим підрозділом ДП «Мирноградвугілля».
Кількість працюючих станом на 1999 рік — 6599 чол., в тому числі підземних 4400 чол.

## Історія
Шахту було побудовано за проєктом Дондіпрошахту (головний інженер проєкту — А. В. Черенков), який було виконано у 1964 році й затверджено Вищою Радою Народного господарства СРСР Ради Міністрів СРСР розпорядженням № 114-Р від 2 серпня 1965 року.
Шахта вводилася в експлуатацію у дві черги: першу (блок № 4) було здано у 1974 році. На той час, вона мала назву «Красноармійська-Капітальна». Через два роки, потрібно було здати другу чергу, що включала блоки № 2 та № 3. На відміну від першої, що була введена у проєктні строки, введення у експлуатацію другої черги проводилося поетапно і зайняло не два роки, як планувалося, а чотири, і завершилося у 1978 році. Того ж року шахту було перейменовано на честь О. Г. Стаханова. Затримка під час вводу в експлуатацію вплинула на подальше планування об'єму видобутку в частині збереження високовиробничих та малопотужних шарів. Також, несвоєчасно було розпочато роботи з відкриття та підготовки запасів наступних блоків — № 1, що був запланований до введення на п'ятому році експлуатації, та № 5 (на сьомому році).
Враховуючи значну затримку початку підготовки нових ділянок шахтного поля у порівнянні з проєктом, постійне нарощування об'єму видобутку, нерівномірність відпрацьовування запасів потужних й малопотужних шарів, можливі строки реалізації намічених проєктом рішень, у період з 1977 по 1981 рік. Донгіпрошахт розробив і затвердив Міністерством чотири проєкти подальшого розвитку:
1. Відкриття й підготовки шару k5 у бремсберговому полі блоку № 4 із закінченням будівництва в 1983 році;
2. Відкриття й підготовка похилого поля шару l3 (l1) блоку № 4 з початком ведення експлуатаційних робіт в 1985 і повним завершенням будівництва в 1987 році;
3. Будівництво блоку № 5 з введенням у експлуатацію в 1993 році;
4. Відкриття й підготовка похилого поля шахти (блоки № 2 й 3) із завершенням будівництва в 1989 році.

В 1982 році прохідний виробіток похилого поля блоку № 4 було зупинено майже повністю через те, що генпідрядник (трест «Красноармійськшахтобуд»)повинен був завершити будівництво шахти «Комсомолець Донбасу», а потім — шахт «Південно-Донбаська № 3» і «Червоноармійська-Західна № 1».
Далі, фінансування було скорочено і з'явилися додаткові витрати через збільшення строків будівництва. Це привело до затримки введення в експлуатацію чергових ділянок шахтного поля: фактичне відставання спочатку очисної виїмки шару k5 склало 12 років, по завершенню будівництва об'єктів відкриття й підготовки похилого поля l3 (l1) у блоці № 4 — 10 років.
У 1988 році, однак, було зареєстровано рекордний видобуток — 3,781 млн тонн.
За завданням шахти, у 1993 році інститут виконав проєктні розробки подальшого розвитку шахти. З метою приведення потужності шахти за видобутком вугілля до технічно можливої з 1994 року, за ними була встановлена потужність 2850 тис. тонн у рік. Однак, план було виконано не більш ніж на 50 %. Причиною незадовільної роботи шахти називалося недостатнє фінансування.
У 1997 році, Дондіпрошахт виконав «Проект відкриття й підготовки похилого поля шахти, підготовки похилого поля шару l3 (l1) блоку № 4, будівництва блоку № 5» затверджений Постановою № 9/17-61 від 14.07.1998 Міністерством вугільної промисловості України. Через недостатню кількість виділених коштів, однак, рішення, що були зазначені у проєкті 1997 року, виконувалися із значним відставанням.
Інститут також виконав «Проектне рішення про виконання подальшого відпрацювання запасів блоку № 2-3» у 2001 році.
У 2010 році назву було скорочено до «шахта „Стаханова“».
Згідно останніх змін, що Донгіпрошахт вніс до проєкту розвитку шахти «Відкриття й підготовка похилого поля шахти, підготовка похилого поля пл. l3 (l1) блоку № 4, будівництво блоку № 5», проєктну потужність шахти було встановлено на рівні 2400 тис. тонн у рік. У перерахуванні на 2014 рік, однак, фактична виробнича потужність становила лише 1 млн тонн у рік.

## Загальні відомості

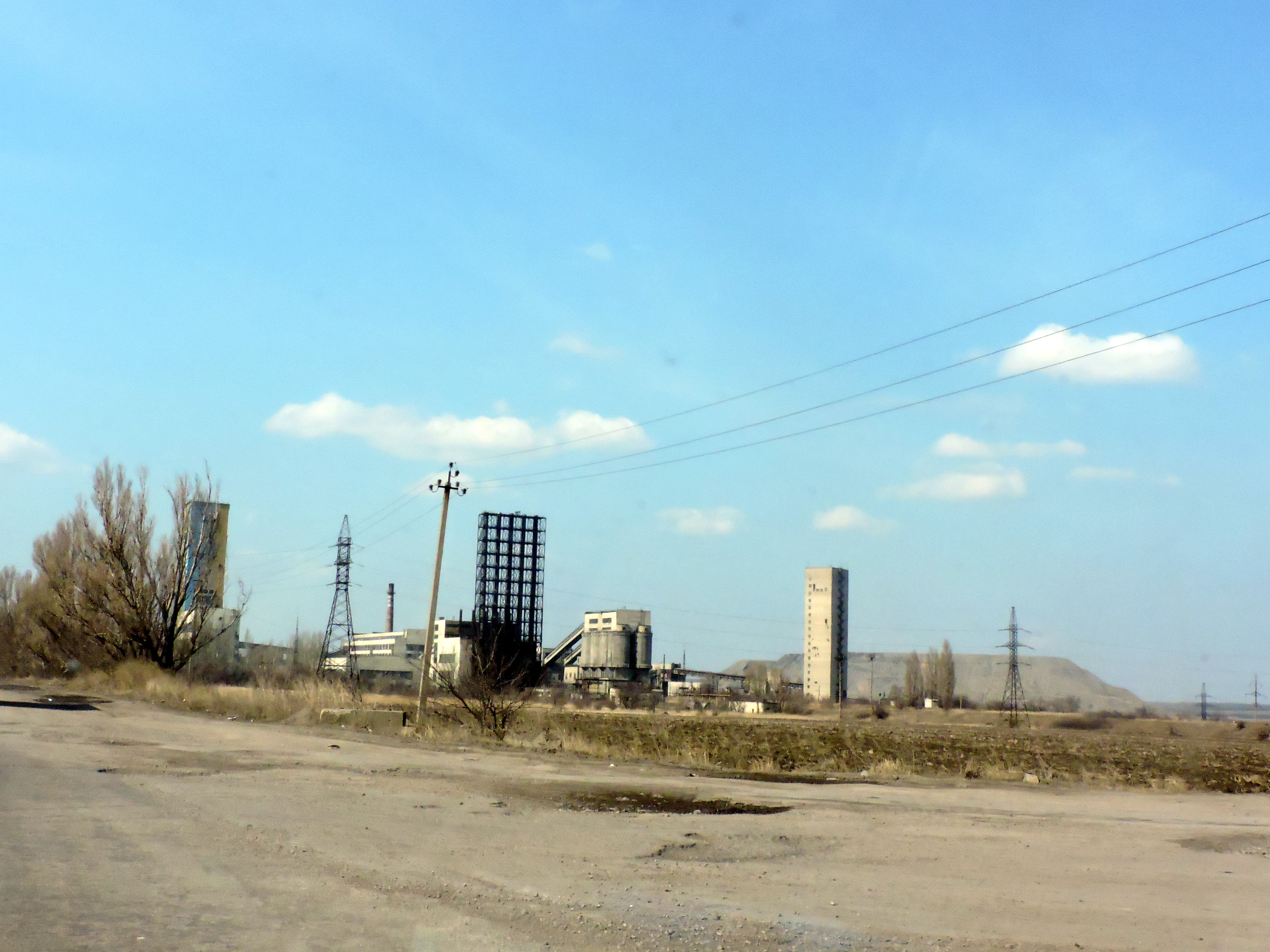
Східна частина шахти та вид на терикон

- Фактичний видобуток — 7910/4100 тонн на добу (1990/1999). У 2003 р. видобуто 1068 тис. тонн вугілля.
- Вугільні пласти k5, l1, l3, l7 потужністю 1,3-2,3 м (1999) з кутами падіння 6-11о.
- Шахтне поле розкрите 11 вертикальними стволами глибиною 830—1240 м.
- Максимальна глибина — 1160 м (1999).
- Протяжність гірничих виробок — 290/191 км (1990/1999).
- Кількість очисних вибоїв 2 (1990—2010), підготовчих 4 (1990—2010).
- В очисних вибоях працюють механізовані комплекси 3МКД-90, 1КМТ.
- Шахта небезпечна за раптовими викидами вугілля, породи і газу, вугільний пил вибухонебезпечний.[1]